# Wir brauchen einen Mann
Wir brauchen einen Mann (Originaltitel Le Désir et l’Amour) ist ein französisch-spanisches Filmdrama mit komödiantischen Elementen von 1952 unter der Regie von Henri Decoin, dem Luis María Delgado zuarbeitete. Das Drehbuch beruht auf einem von Auguste Bailly 1926 veröffentlichten Roman. Die Hauptrollen sind besetzt mit Martine Carol, António Vilar und Carmen Sevilla sowie Françoise Arnoul und Gérard Landry.

## Handlung
Ein Filmteam, bestehend aus Martine, Françoise und Gérard, einem jugendlichen Liebhaber sowie dem Regisseur, einer Garderobiere und einigen Herrschaften mehr, befindet sich an der spanischen Küste, um dort zu drehen. Martine ist ein international gefeierter Star, sie hat den Hauptpart im Film inne. Vor ihrer Abreise nach Spanien hat sie verlauten lassen, dass ihre neue Rolle, die einer Femme fatale sei, die allerdings große Sensibilität auszeichne. Françoise, die oft für eine zweite Garbo gehalten wird, muss immer wieder erklären, dass sie das Script-Girl sei. Sie kennt sich nicht nur perfekt mit Drehbuch und Drehplan aus, sondern weiß auch, Menschen gut einzuschätzen. Sie ist an Gérard interessiert, der sie jedoch nicht weiter beachtet. Er ist zu sehr damit beschäftigt, sich selbst zu bewundern, da er sich für das Maß aller Dinge hält. Da er die Frauen reihenweise ins Kino zieht, darf er sich einige Starallüren erlauben. Er hat auch sogleich etwas zu bemängeln. Die Sonne in Saveniego sei zu grell und schade seinem Teint, auch könne er das salzige Meerwasser nicht vertragen. Als er gewahr wird, dass am Strand des malerischen Fischerdorfes die dramatische Rettungsszene des Films „Gestrandete Liebe“ gedreht werden soll, behauptet er, dass er überhaupt nicht schwimmen könne. Diese Aussage lässt vor allem Aufnahmeleiter Titi aus allen Wolken fallen. Haareraufend denkt er darüber nach, wie die Rettungsszene doch noch zu retten sei. Ein Double muss her, das Madame Carol anstelle Gérards aus den reißenden Fluten rettet.
Titi bekommt zugetragen, dass der Fischer António der beste Schwimmer von Saveniego sei. Es stellt sich heraus, dass dieser zudem eine Mischung aus Johnny Weissmüller, Errol Flynn und Burt Lancaster ist. Martine hat den attraktiven Fischer bereits beim gerade stattfindenden Volksfest bemerkt. Es gibt allerdings ein Problem, denn António will nicht zum Film. Das großzügige finanzielle Angebot von Titi beeindruckt ihn ebenso wenig wie die Versuche seiner Freundin Lola, ihn zu überreden, den Part des Doubles anzunehmen. Als Martine jedoch erklärt, dass sie die Szene sehr gerne mit ihm spielen würde, ändert António seine Meinung. Dass ein so berühmter Star mit ihm drehen möchte, macht ihn sehr stolz. Die Rettungsszene wird dann auch tatsächlich großartig, Antonio spielt hinreißend. Auch der Kuss, den er Martine am Ende der Szene gibt, und der nicht im Drehbuch steht, findet den Beifall des Filmteams. António hat jedoch nicht damit gerechnet, was der Kuss in ihm auslöst. Er verliebt sich auf der Stelle in die blonde Filmdiva. Das wiederum ruft Lola auf den Plan, die mit Eifersucht reagiert. Martine allerdings ist begeistert von António als Mann aber auch von seinem natürlichen Talent und besteht nun darauf, dass er anstelle Gérards die Rolle an ihrer Seite zu Ende spielen soll. Ihr eigentlicher Partner packt daraufhin beleidigt seine Koffer und reist ab. Martine sorgt mit ihrem Charme, dem der Fischer sich nicht entziehen kann, dafür, dass António seine Unterschrift unter den erweiterten Vertrag setzt. Zusammen mit den übrigen Filmleuten reist der Fischer sodann für weitere Dreharbeiten nach Malaga.
Leider weiß António nicht zwischen Spiel und Wirklichkeit zu unterscheiden, was zu ungeahnten Schwierigkeiten nicht nur mit den Filmleuten, sondern auch mit Martine  führt. Letztendlich fallen die Filmarbeiten buchstäblich ins Wasser und António kehrt zurück in Lolas Arme, die froh ist, ihn zurückzuhaben. Am Set ist Gérard inzwischen wieder aufgetaucht und überrascht die Crew mit der überraschenden Nachricht, dass Esther Williams höchstpersönlich ihm das Schwimmen beigebracht habe, und man den Film oder einen ähnlichen doch nun an der Riviera drehen könne. Martine scheint interessiert und flüstert ihm auf der Rückfahrt zu: „Wir brauchen einen Mann“.

## Produktion

### Produktionsnotizen
Gedreht wurde in Spanien und dort vor allem in Madrid. Produziert wurde der Film von der Lais SA und der Société Générale de Cinématographie (S.G.C.). Den Vertrieb in Frankreich übernahm die Les Films Marceau, in Spanien die Chamartín Producciones y Distribuciones. Die Produktionsleitung lag bei Pierre Schwab. Für die Bauten war René Renoux verantwortlich.
Im Soundtrack des Films ist unter anderem das Stück Los tres marineros von Manuel Gracia zu hören.

### Veröffentlichung
Premiere hatte der Film am 25. April 1952 in Paris. In Spanien war er unter dem Titel El deseo y el Amor erstmals am 4. Juni 1952 in Madrid und am 8. August 1952 in Barcelona zu sehen. In Finnland wurde er unter dem Titel Intohimo ja rakkaus am 16. September 1955 veröffentlicht. In der Bundesrepublik Deutschland kam er unter dem Titel Wir brauchen einen Mann am 29. April 1955 in die Kinos.
Veröffentlicht wurde er zudem in Griechenland unter dem Titel Erotes kai pothoi, in Italien unter dem Titel Desiderio e Amore, und in Norwegen unter dem Titel Begjær og kjærlighet.

## Kritik
Der Kritiker des Filmdienstes konnte dem Film kaum etwas abgewinnen und meinte: „Witz kommt in dieser parodistisch gemeinten Komödie über die Filmbranche und deren Überspanntheiten nur selten auf. – Ab 14.“